# Solleröns landskommun
Solleröns landskommun var en kommun i dåvarande Kopparbergs län (nu Dalarnas län).

## Administrativ historik
Kommunen bildades 1863 i Sofia Magdalena socken i Dalarna. Den 26 oktober 1888 ändrades namnet till Solleröns landskommun.
Landskommunen uppgick 1971 i den då nybildade Mora kommun.

### Kyrklig tillhörighet
I kyrkligt hänseende tillhörde kommunen Solleröns församling.

## Kommunvapen
Blasonering: I blått fält ett vikingaskepp utan mast och däröver en sol, allt av guld.
Vapnet antogs 1947.

## Geografi
Solleröns landskommun omfattade den 1 januari 1952 en areal av 504,50 km², varav 411,80 km² land.

### Tätorter i kommunen 1960
| Tätort         | Folkmängd |
| -------------- | --------- |
| Sollerön       | 1 039     |
| Gesunda        | 231       |
| Ryssa, del ava | 173       |

Tätortsgraden i kommunen var den 1 november 1960 86,8 procent.

## Politik

### Mandatfördelning i valen 1942-1966
| 2 | 18 |

| 18 |

| 3 | 3 | 3 | 11 |

| 18 |

| 1 | 5 | 14 |

| 19 |

| 1 | 5 | 8 | 6 |

| 20 |

| 6 | 1 | 8 | 3 | 2 |

| 16 | 4 |

| 5 | 5 | 7 | 2 | 1 |

| 17 | 3 |

| 2 | 4 | 10 | 3 | 1 |

| 18 |